# Pimco
Pimco (officielt Pacific Investment Management Company LLC) er en amerikansk formueforvaltningsvirksomhed med hovedkvarter i Newport Beach, Californien. De forvalter en række investeringer for en samlet værdi på 2 billioner USD i aktiver under forvaltning. Kunderne er statsfonde, pensionsfonde, virksomheder og private investorer. Siden år 2000 har det været et datterselskab til tyske Allianz.
Pimco var oprindeligt en enhed i Pacific Life Insurance Co. og selskabet blev etableret i 1971.